# Arrière-port de Guilvinec-Léchiagat
 (mars 2025).
Pour les articles homonymes, voir Arrière.

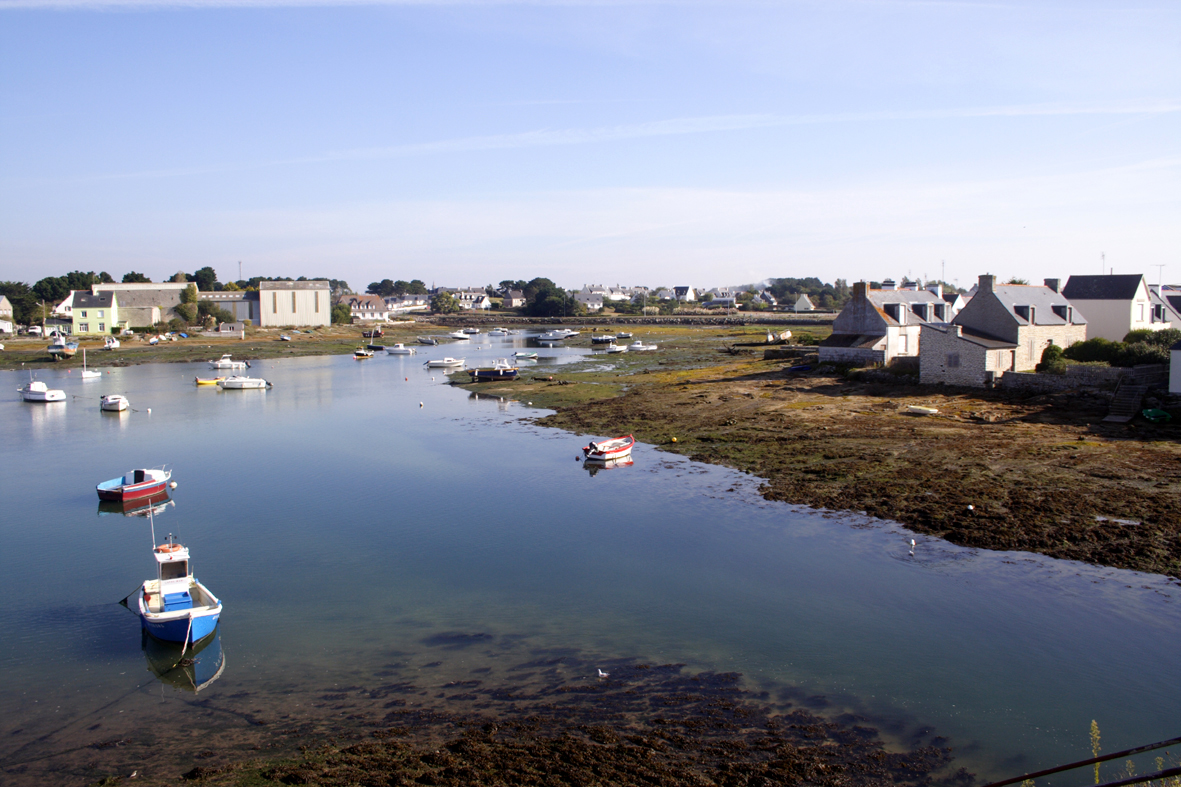
Vue générale de Penn ar Stêr à mi marée

 Cet espace, en fond d’estuaire ou aber, où la marée remonte, se situe à l’arrière du port du Guilvinec-Léchiagat, au Nord du pont qui relie les deux rives. En breton, les marins le nomment « Penn Ar Stêr », le bout de la rivière. 
Outre son rôle de « conservatoire patrimonial» de la mémoire de la pêche du port du Guilvinec-Léchiagat, c’est un espace occupé par les hommes depuis très longtemps pour y pratiquer diverses activités. 
C’est aussi une nourricerie, un lieu de production du plancton, matière première de la pyramide alimentaire marine qui aboutit à la production d’espèces consommées par l’homme, qui en constitue « l’étage supérieur ».

## Des activités humaines présentes depuis plus de 2000 ans

### Des activités de production de sel
Près de la fontaine et du lavoir de Kervarc’h, des archéologues ont trouvé des augets d’origine gauloise servant à la cuisson  de pains de sel.
D’autre part, le lieu-dit Poriguénor (ancienne ferme) se retrouve sur le cadastre sous différentes orthographes : Poriénor(d), Pouliguenor, Poulic’henor et Pouliguener… ce dernier terme induisant une ancienne activité de marais salants (cf Poull Gwenn à Penmarc’h ou Le Pouliguen en Loire-Atlantique).

### Des extractions de pierres
Une ancienne carrière au Ménez alimentait diverses constructions ainsi que d’autres carrières du côté de Treffiagat. Le granit du Guilvinec n’était pas de bonne qualité pour la taille et il fallait sélectionner les roches qui permettaient un bon résultat. Le Ménez, Veilh Vor et Croas Malo (avec Men-Meur à l’Ouest du port) faisaient l’affaire et les blocs extraits ont servi à l’édification de différents équipements du port au XIXe siècle.

### L’utilisation de la force de la marée
Des meuniers s'étaient établis à Moulin-Mer, Ar Veilh Vor, depuis le XIXe siècle. Ils faisaient fonctionner un moulin à marée, mais aussi un moulin à vent situé un peu plus loin, les deux se complétant selon les conditions météo et le coefficient de marée.

### Des activités diverses
La vallée située en arrière de Moulin-Mer a été poldérisée pour l’élevage. Ces terrains ayant appartenu à M. Le Gouvello, furent loués à  M. De Toulgoët, ancien préfet, qui tenta d’y établir une  pisciculture en 1865 et à M. Du Perray  qui se lança dans un projet de parc à huîtres en 1867.

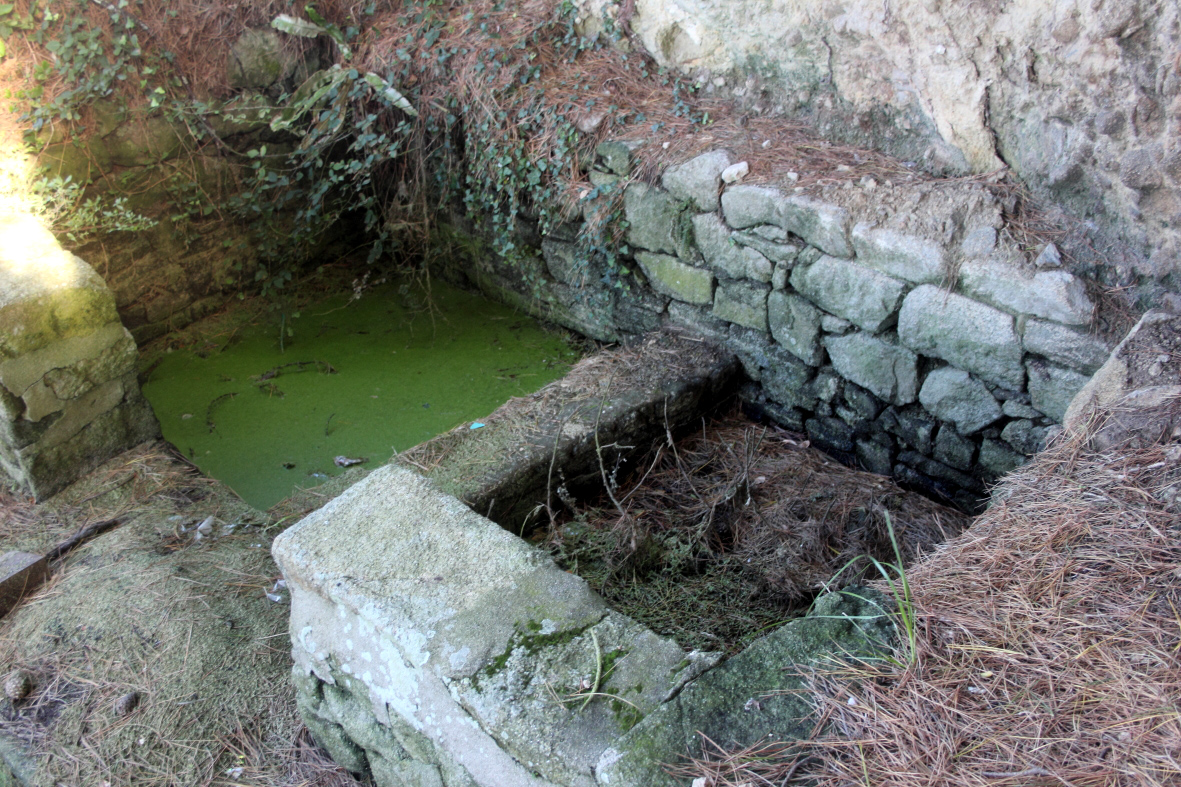
Fontaine de Kervarc'h

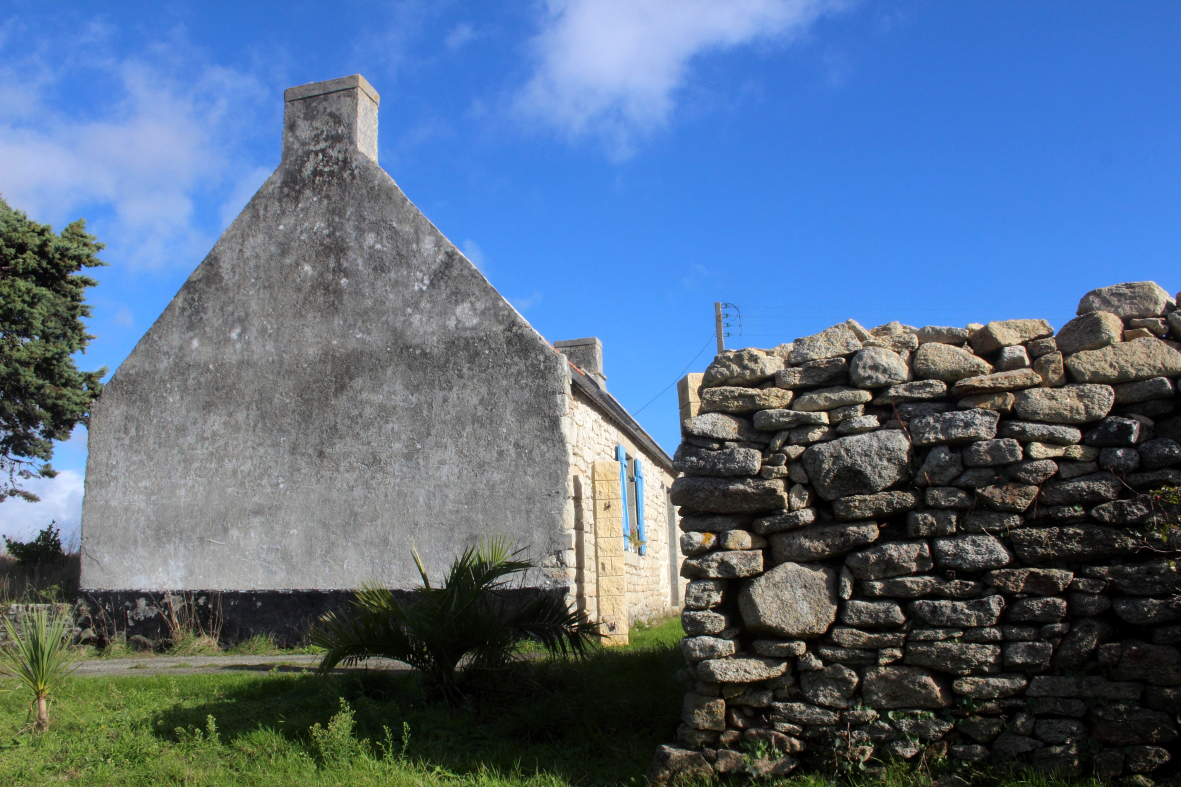
Ferme de Poriguénor

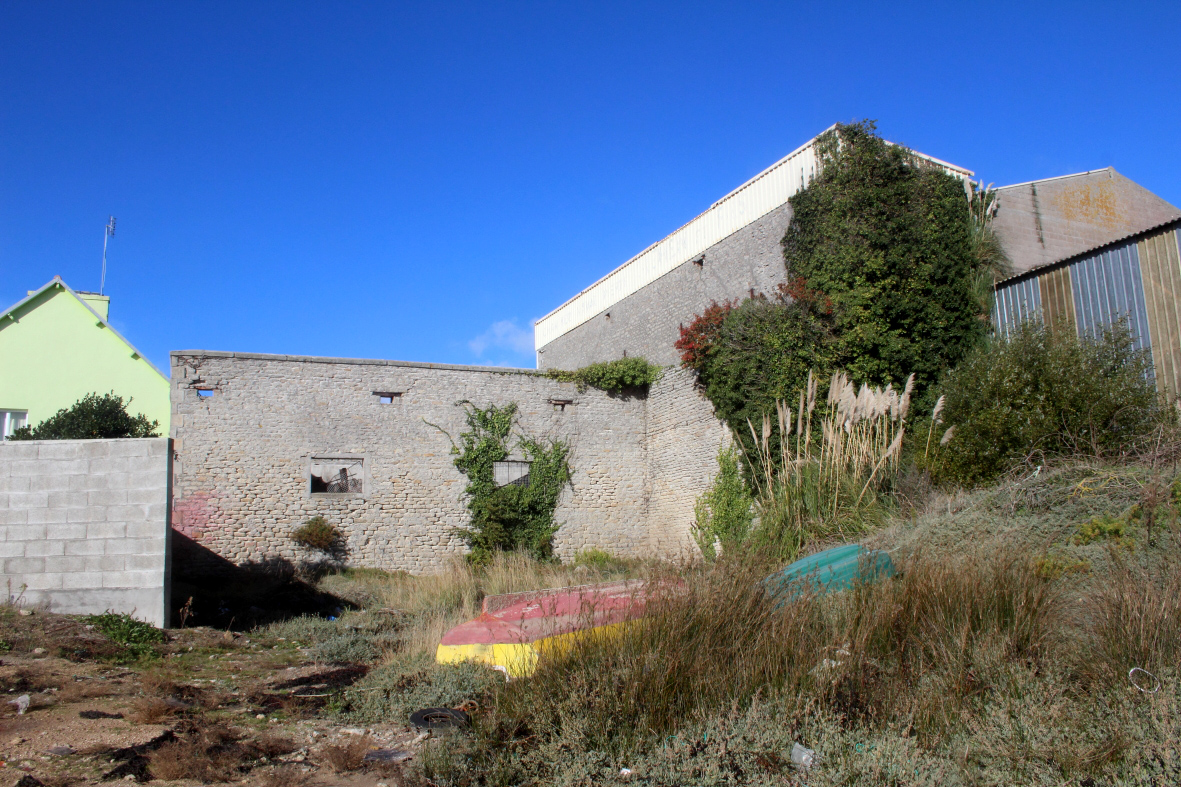
Bâtiments de L'Ancienne usine à gaz

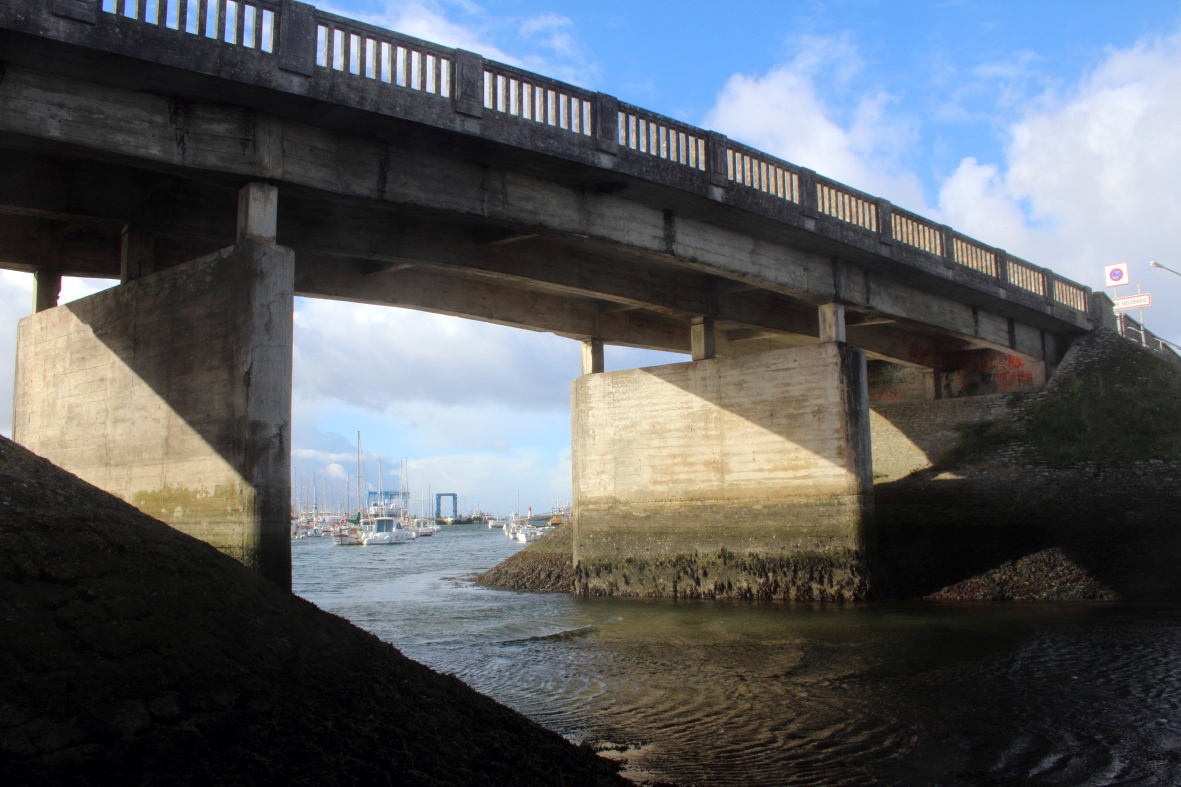
Pont de Léchiagat

### Des amers pour la navigation
Le feu de "Croas Malo" situé à Treffiagat date de 1869. Son alignement avec le phare de la Pointe de Léchiagat et le moulin "Ar Milin Du" à hauteur de La Vierge – aujourd’hui disparu, balisait l’axe Sud- Ouest / Nord - Est, qui permettait la position pour l’entrée du port pour le retour des navires.

### Une tentative avortée de production d’énergie
Une usine de production de gaz, eau et froid fut construite au Ménez juste avant la guerre 14-18. La SAGEFI, qui gérait l'usine, dont le siège était situé à Paris, connut d’énormes difficultés dans les années 1920 et fit faillite.

### La construction navale
Plusieurs chantiers navals en bois s’y sont installés depuis plus de 80 ans, en 2012, ils sont tous fermés, sauf Hénaff situé au bord de la rue qui mène sur la place) :
Gléhen-Faou et Baltès avant 1939, puis Pierre Gléhen qui est passé ensuite à la construction tout acier, Léon Gléhen, Jules Loussouarn et les Charpentiers associés.

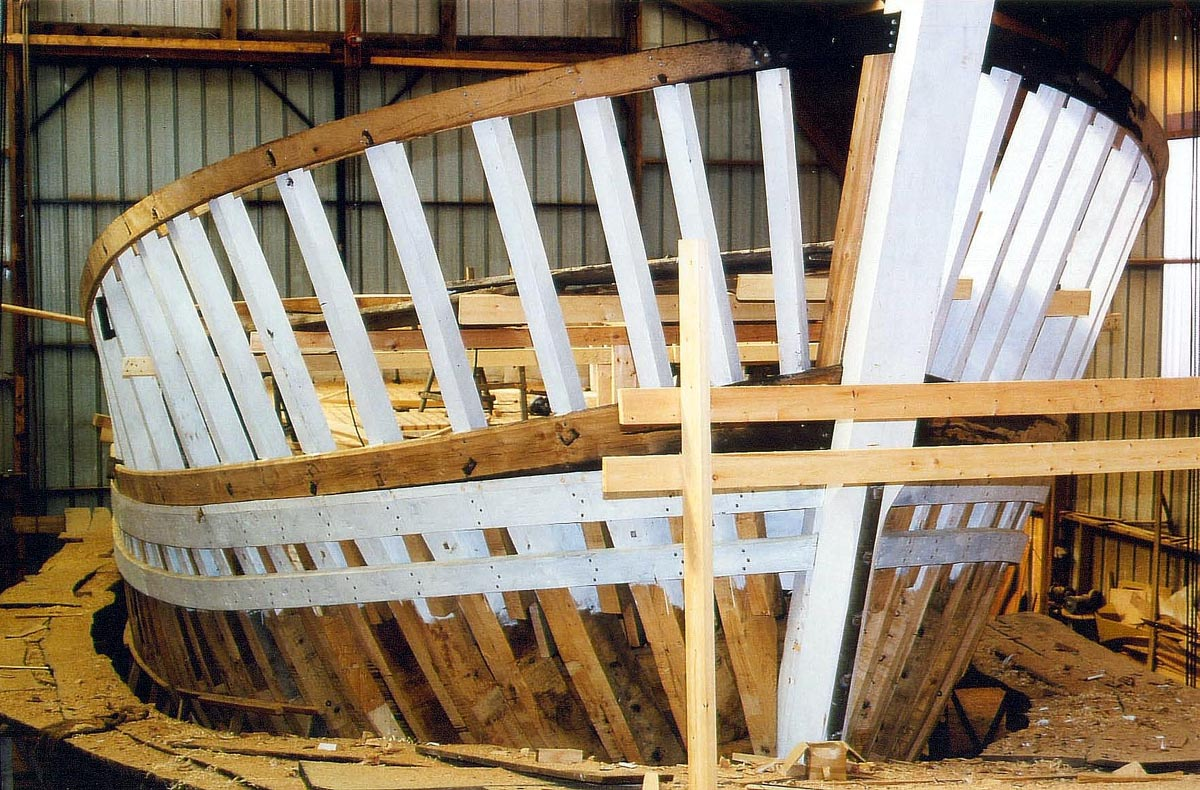
Assemblages des membrures du chalutier Nevez Amzer 1989-1990 par les "Charpentiers associés"

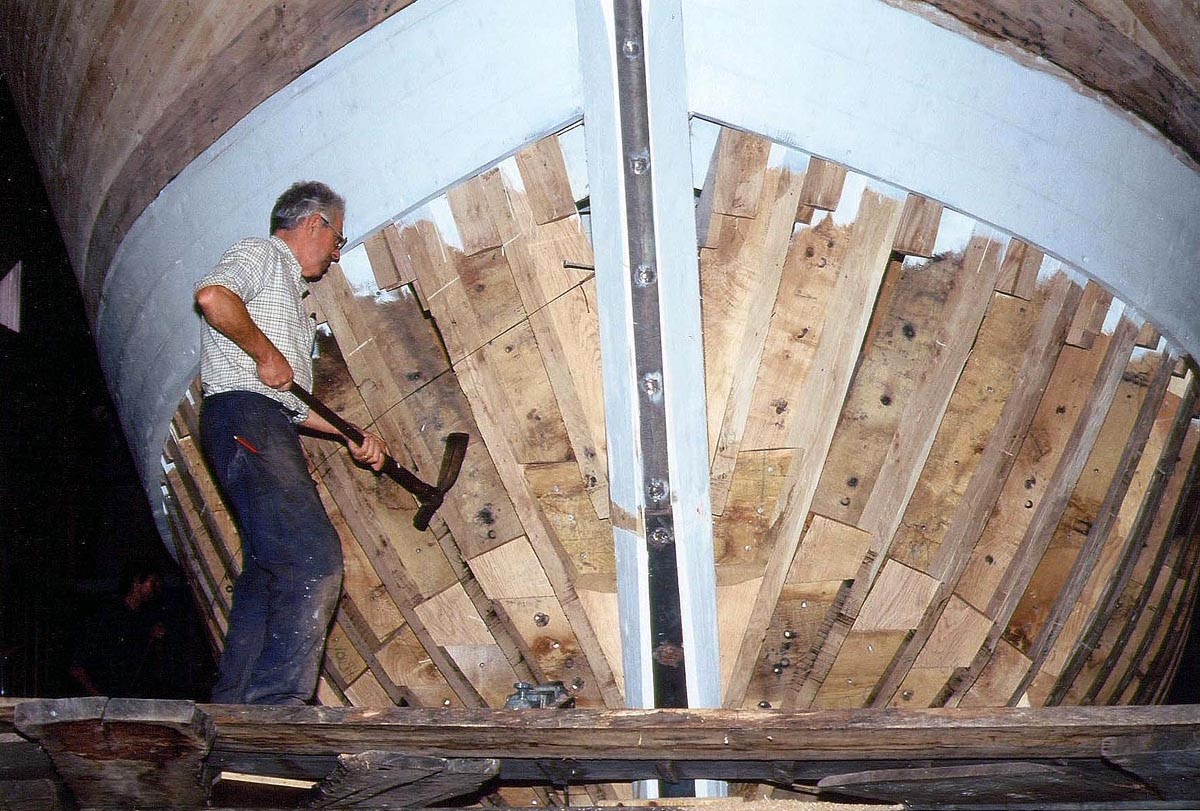
Etrave du chalutier Nevez Amzer en construction 1989-1990 par les "Charpentiers associés"

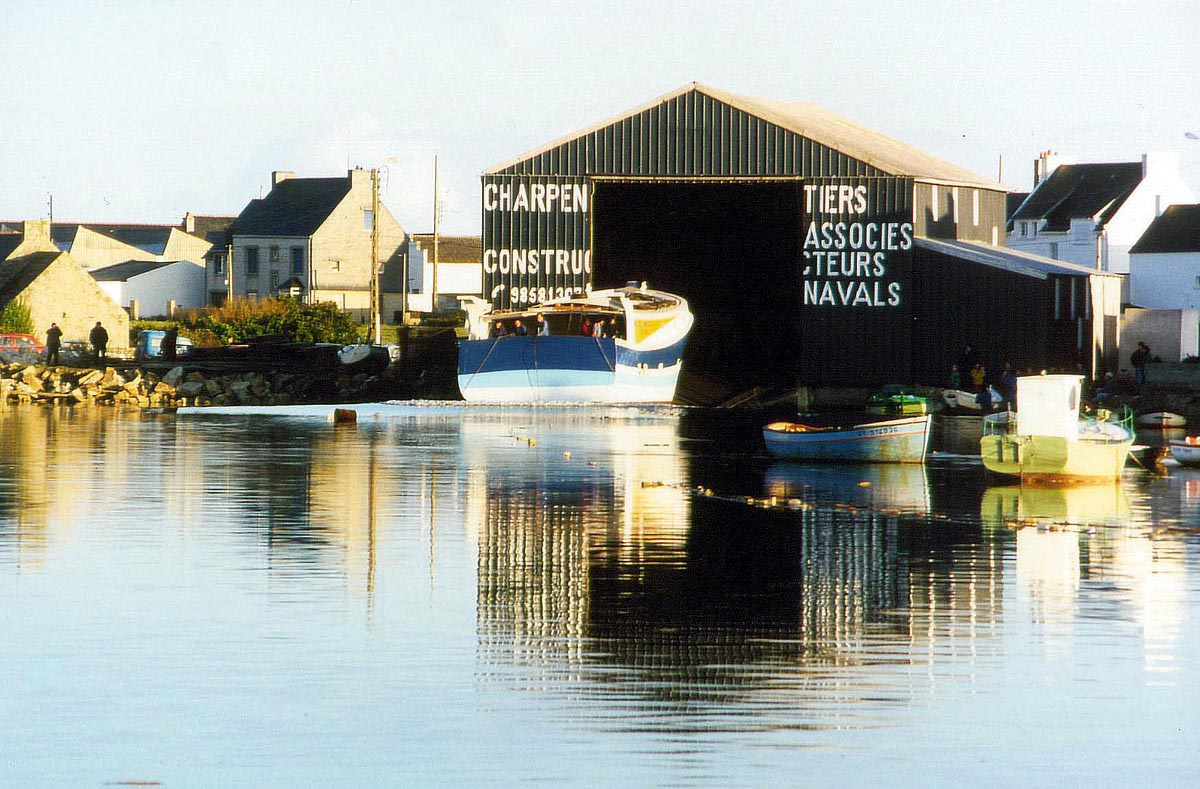
Lancement du chalutier Nevez Amzer février 1990 (Charpentiers associés)

### Des aménagements

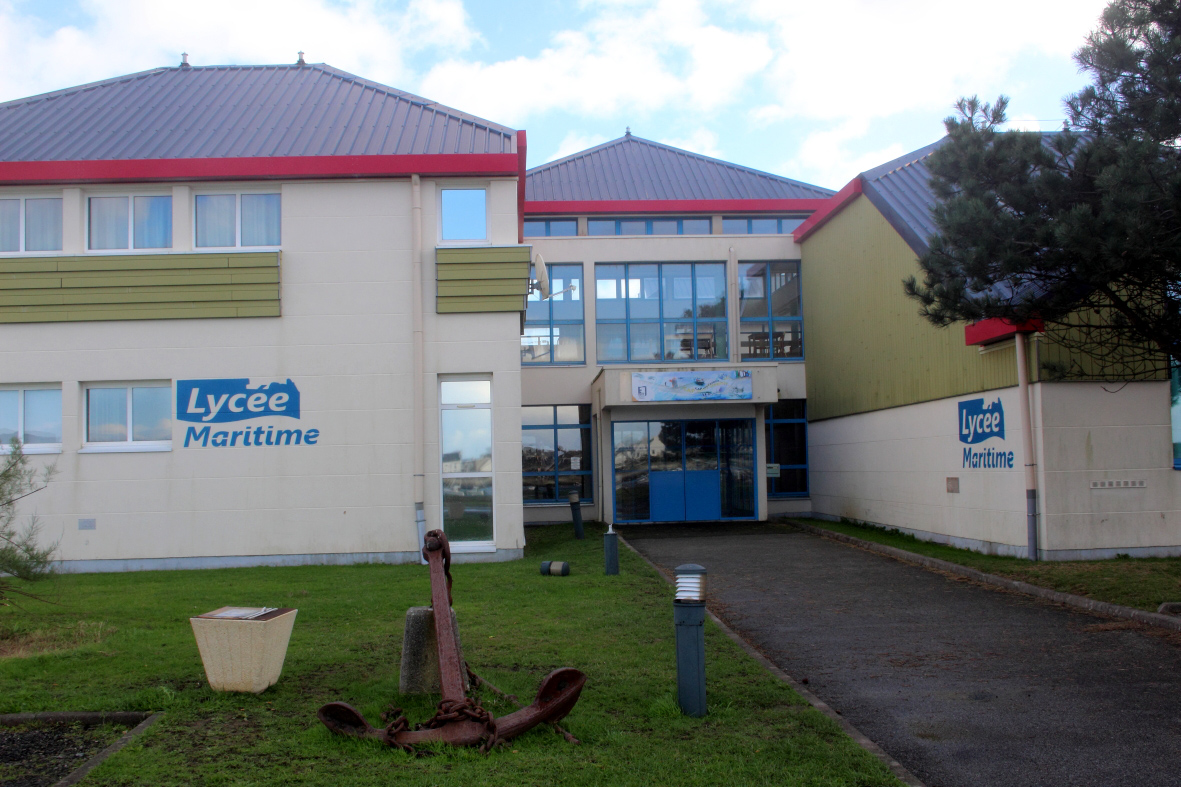
Le lycée maritime

La principale modification du site a commencé au début des années 1950 quand le gué qui permettait de passer d’une rive du Stêr à l’autre à pied à marée basse, a été remplacé par le pont actuel construit en béton armé.
Des comblements eurent lieu à plusieurs époques : pour réaliser une route vers l’usine à gaz en 1923 et construire un quai et un terre-plein du côté du Guilvinec vers 1970.
La route passant devant le lycée maritime de Léchiagat a été aménagée en plusieurs étapes au milieu des années 1980.

### Des témoins de la pêche

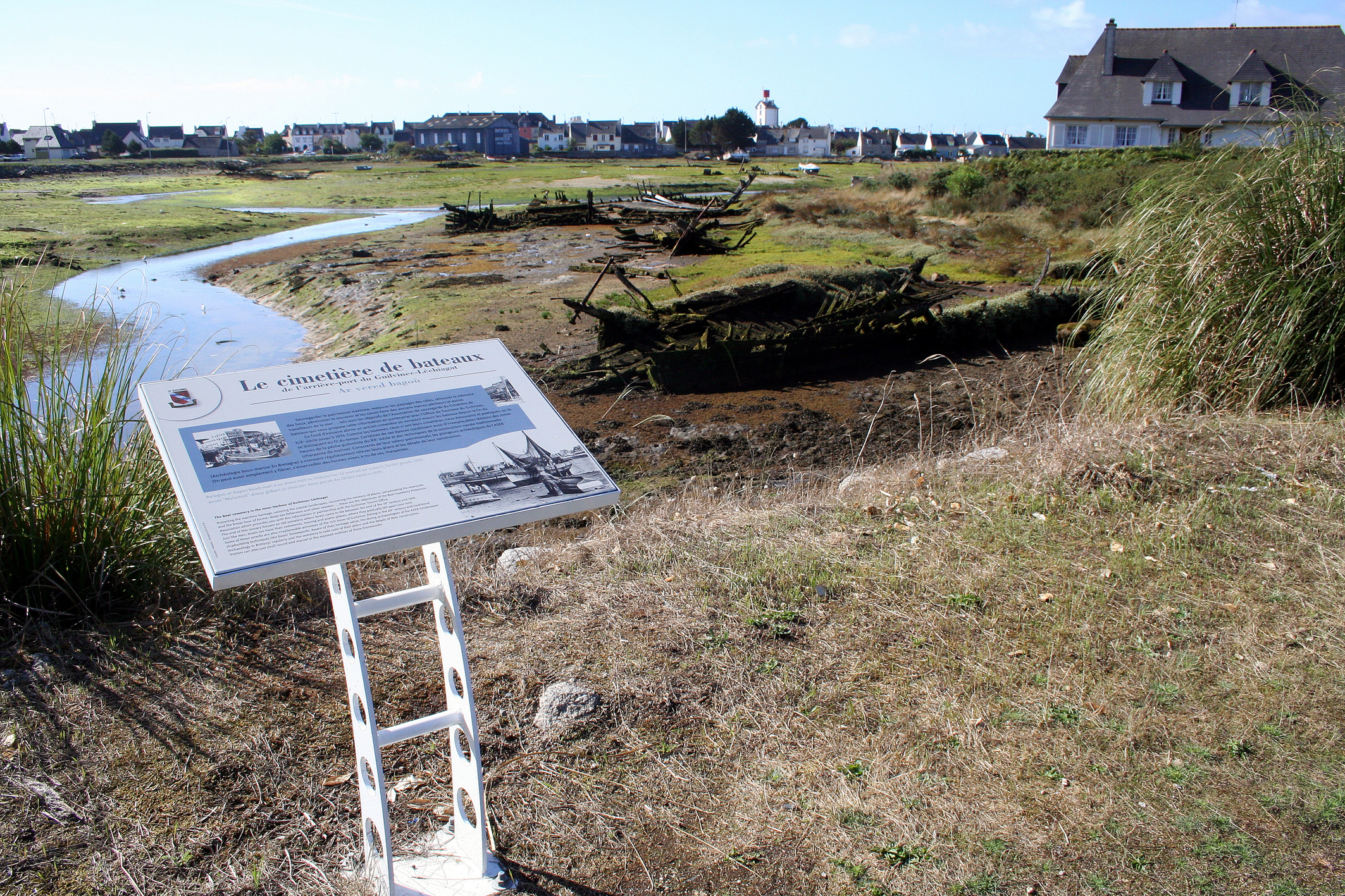
Le panneau d'interprétation de l'arrière port

Le cimetière de bateaux contient environ 35 carcasses : pinasses, malamoks, un langoustier et divers navires, tous construits en bois et qui pratiquaient les pêches suivantes : sardine, maquereau, thon, au chalut (poisson et langoustines), langouste, petite pêche (lignes, palangres, casiers). La majorité sont des "malamoks", premiers chalutiers motorisés à potences latérales construits en bois de manière traditionnelle en Pays Bigouden.

## Les épaves de l'arrière-port, témoins de la richesse du port
« L'arrière-port du Guilvinec-Léchiagat offre un spectacle rare.  Un des derniers grands cimetières marins, où gisent une trentaine de restes de bateaux ». 
Une trentaine de carcasses enfoncées dans la vase sont encore visibles.
Outre un ancien langoustier de Léchiagat, il s'agit surtout de pinasses de 12 à 15 mètres de long, construites vers la fin des années 1920 et des chalutiers de 15 mètres et plus, construits après 1935, et que l'on nommait "Malamok"  en souvenir d'un chalutier lorientais construit en 1929, portant ce nom d'un oiseau des mers du Sud, qui avait servi de modèle aux patrons guilvinistes. 

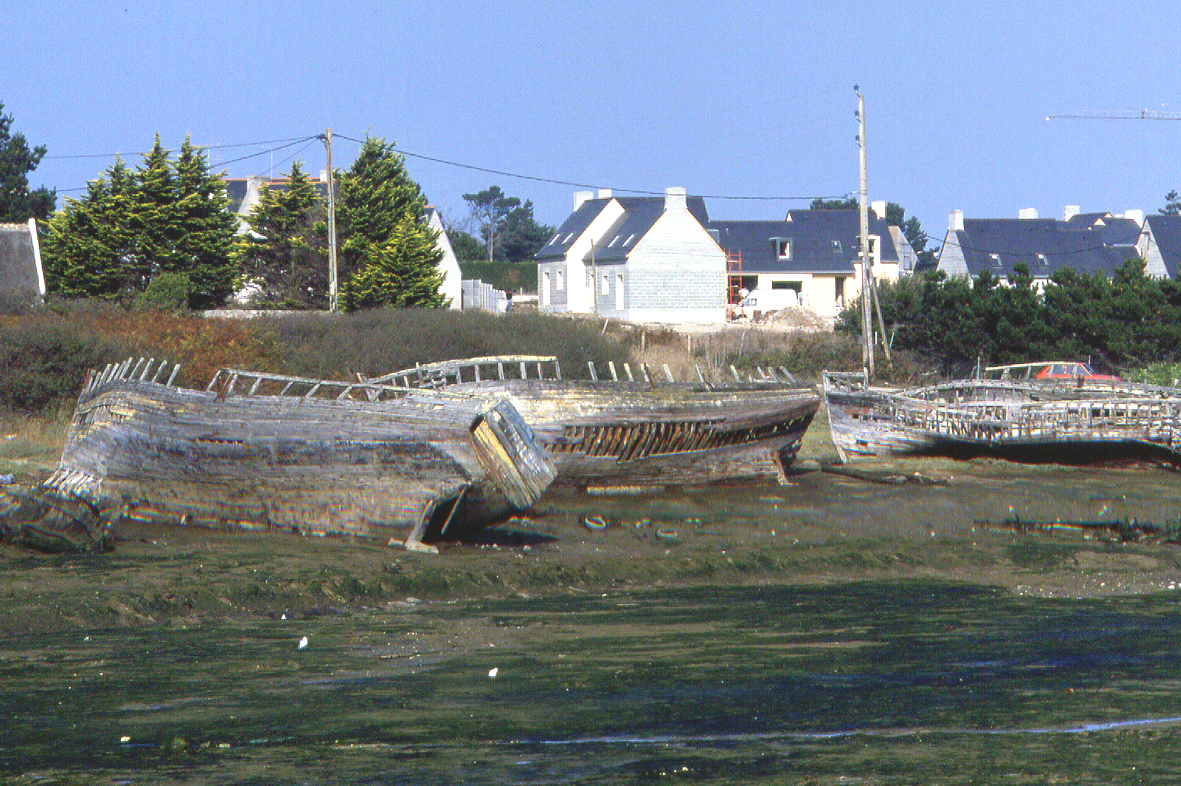
Cimetière de bateaux au Guilvinec à marée basse en 1990

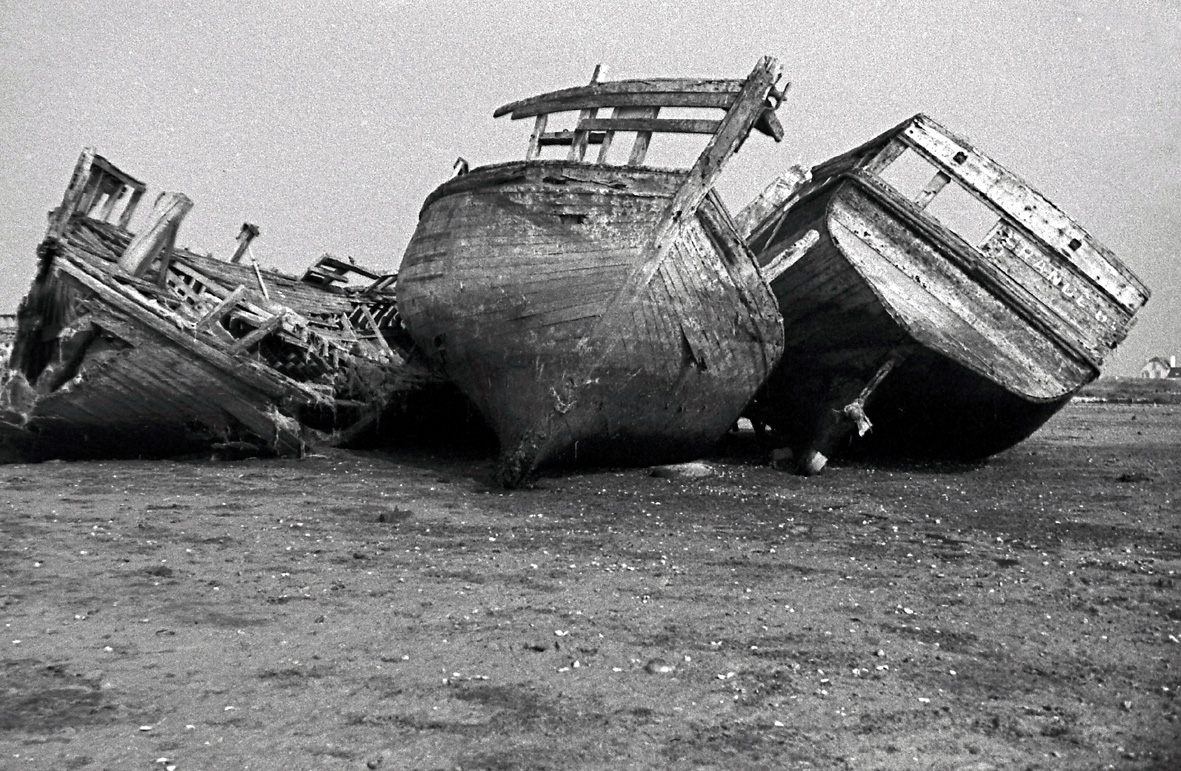
Carcasses vers 1975

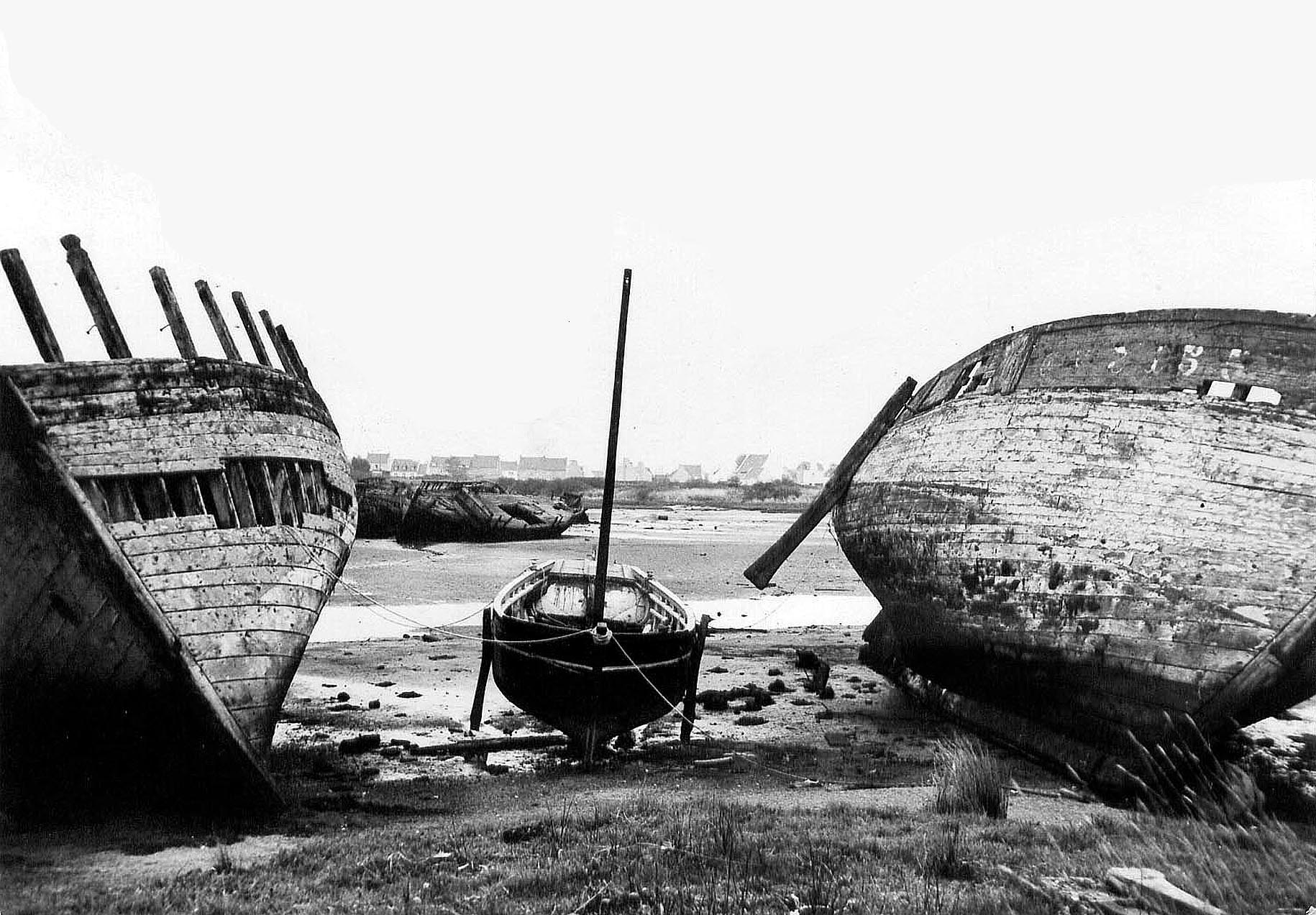
Carcasses (années 1970)

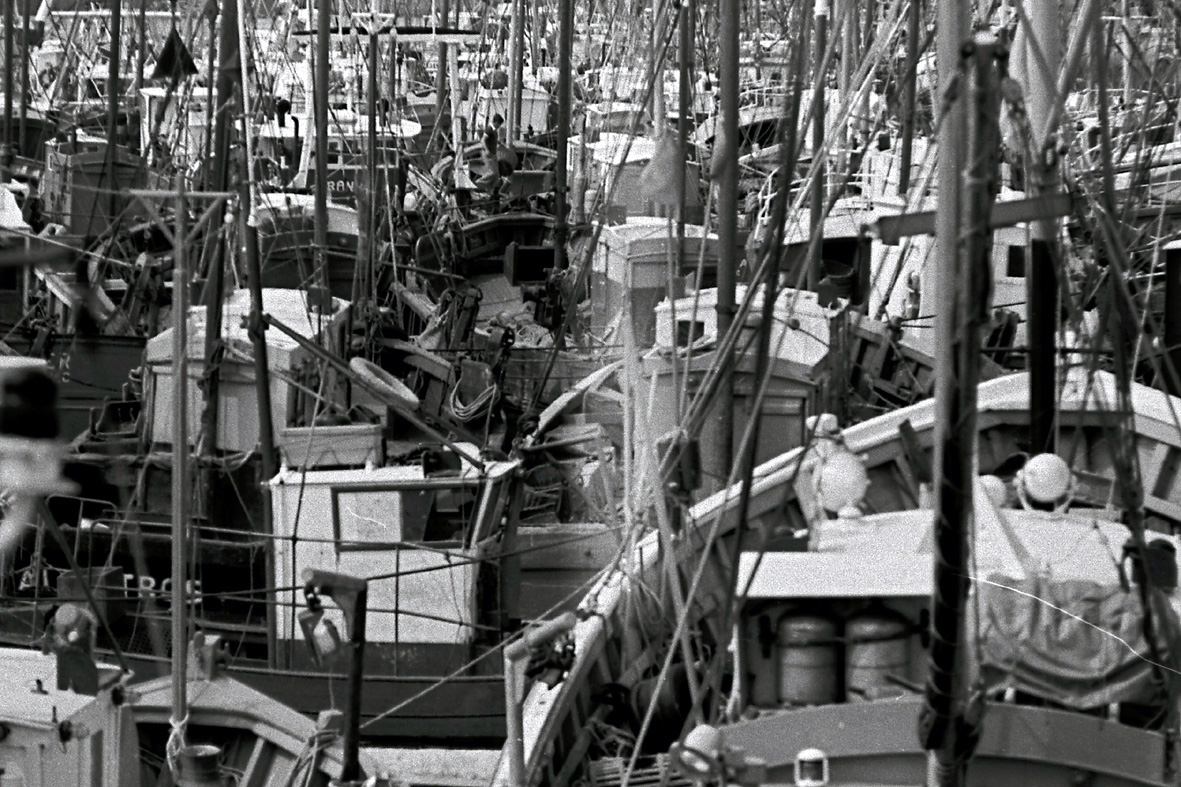
La flottille de Malamoks dans le port vers 1976

On peut apercevoir, çà et là, quelques squelettes de membrures, carcasses de bateaux en bois, et morceaux de pont, achevant leur lente et inexorable décomposition, et, sortant des algues ou de la vase, des membrures à moitié enfouies, comme les côtes d’une baleine échouée.  Une coque, toujours debout, visible même à marée haute, lentement mise à mal par les marées, résiste encore aux intempéries. 
Ces témoins du passé attirent toujours de nombreux artistes peintres et photographes.  
Dans ce cimetière qui existe probablement depuis près d’un siècle, on a continué à déposer des carcasses de bateaux jusqu’à 1970.  Une véritable mine pour tous les passionnés d'histoire maritime et d’archéologie sous-marine.

## Inspiration poétique
Le célèbre présentateur de télévision, Roger Gicquel, animateur de l’émission En flânant, diffusée tous les samedis sur FR 3 Bretagne dans les années 1990, a consacré un livre de textes poétiques, illustré de photos de Daniel Le Danvic, aux cimetières de bateaux de la région.
Voici un extrait de son évocation de celui du Guilvinec-Léchiagat :
« Moi, malamok, soixante-cinq ans, dans l'anse de Lostendro aux bétonneurs demande grâce.
Les cimetières qui les attendent seront respectés, qu'ils nous laissent donc le nôtre au Guilvinec-Léchiagat.
Malamoks, petits chalutiers de la côte, pêche latérale, nés des chantiers bois d'ici, Le Guilvinec, Saint-Gué, Lesconil, Loctudy, nous fîmes la fortune de la bigoudénie et d'autres après nous et d'autres bien avant.
Sous notre poids s'effacent lentement les traces d'autres bateaux, de laboureurs de vagues, et plus au fond du sable, des vikings peut-être.
Épaves après épaves elles sont comme les pages d'un livre encore fermé de l'histoire de la pêche.
Nous ne faisons que raconter le courage des hommes et comment la disette fait des aventuriers et comment ils nous mettent, gros cœur, à la réforme.
Nous sommes en fond de paysage pour plat pays.
On a du sentiment pour nous, il est grand temps.
Il faut sauver la nostalgie.
Contre un vulgaire nettoyage la mémoire entre en carénage. »

## Un site dupatrimoine maritime

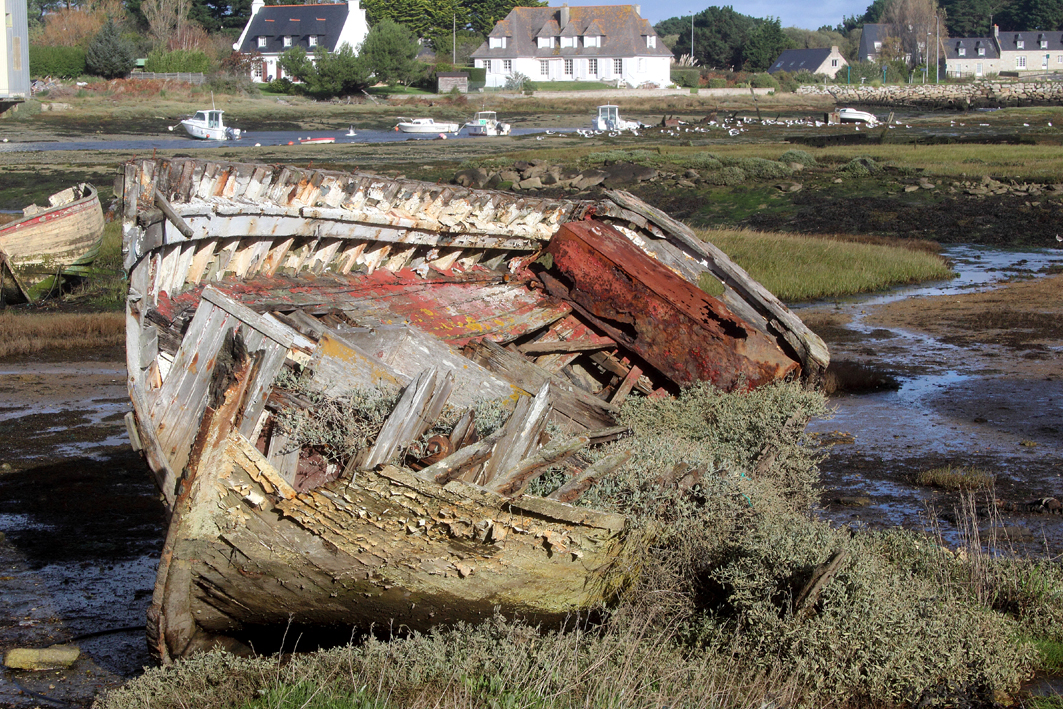
Épave à Léchiagat

La Fédération Régionale pour la Culture et le Patrimoine Maritime (en partenariat avec la Direction régionale des affaires culturelles) a initié en 2004, un recensement de tous les sites bretons afin de mener une réflexion sur le devenir des cimetières de bateaux.  Son auteur, après avoir enquêté dans tous les sites concernés, livre un témoignage qui constitue un éclairage intéressant sur le sujet :
« Terrains de jeu pour les enfants, sources d'inspiration pour les peintres, photographes, écrivains et poètes, lieux de calme qui invitent au silence, à la réflexion, aux souvenirs, les amateurs ont toujours été nombreux à se retrouver dans les cimetières de bateaux. Mais, aujourd'hui, intégrés au paysage, les nouvelles générations se désintéressent de ces sites qui cèdent la place à quelques mouillages supplémentaires. Ils pourraient pourtant constituer une alternative à la destruction brutale des bateaux de pêche sortis de flotte, témoins directs de l'histoire des côtes menacés de disparition. 
« Inutiles » pour certains, les sites indemnes abritent encore des fleurons de la flotte bretonne qui firent sa renommée dans les domaines de la construction navale et de la pêche. »

### Des livres ouverts sur la construction navale

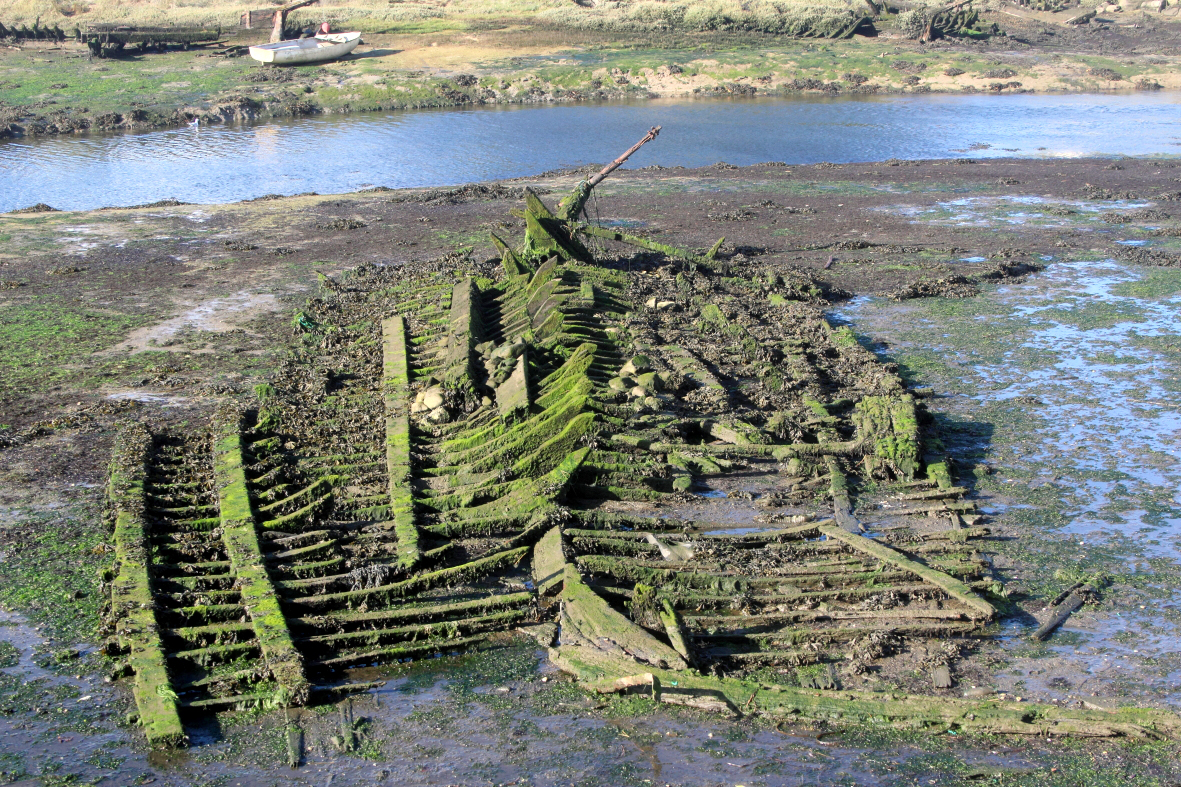
Épave comme un livre ouvert

Chaque épave est d'une inestimable valeur; c'est un livre ouvert truffé d'informations. L'étude comparée de ces objets est susceptible de mettre en évidence la grande diversité des techniques de construction et leur évolution au fil des années. 
Les cimetières de bateaux ne sont pas des décharges publiques. Ils ont parfois autant de valeur que les réserves d'un musée. Mais les bateaux qui achèvent là leur existence ne font l'objet d'aucune protection et ne cessent de se dégrader. Attend-on de les voir disparaître tout à fait pour s'inquiéter des informations qu'ils ne seront plus alors en mesure de nous livrer?

## Une flore particulière et une faune spécifique
On y trouve des espèces propres aux estuaires : salicorne, obione, soude, lavande de mer, aster maritime, silènes, plantain, ainsi que mousses, lichens et algues.

### Un véritable garde-manger
Des coquillages et des vers enfouis dans le sable et la vase, des poissons remontant avec la marée constituent las nourriture des oiseaux : goélands marins et argentés, mouettes rieuses, sternes, grands cormorans, martins-pêcheurs, aigrettes garzette, et toute une foule de petits échassiers : chevalier Gambette, huîtriers-pies, bécasseaux... Sans oublier quelques poules d'eau, martins-pêcheurs, et en hiver quelques espèces de canards plongeurs ou spatules blanches de Sibérie.
On trouve donc dans ce lieu une véritable chaîne alimentaire qui prend naissance dans la vase : le plancton végétal est produit en quantité et sert de nourriture de base au plancton animal et autres larves de poissons, bébés-seiches et crustacés. Cet ensemble constitue ce que les biologistes marins appellent une nourricerie.

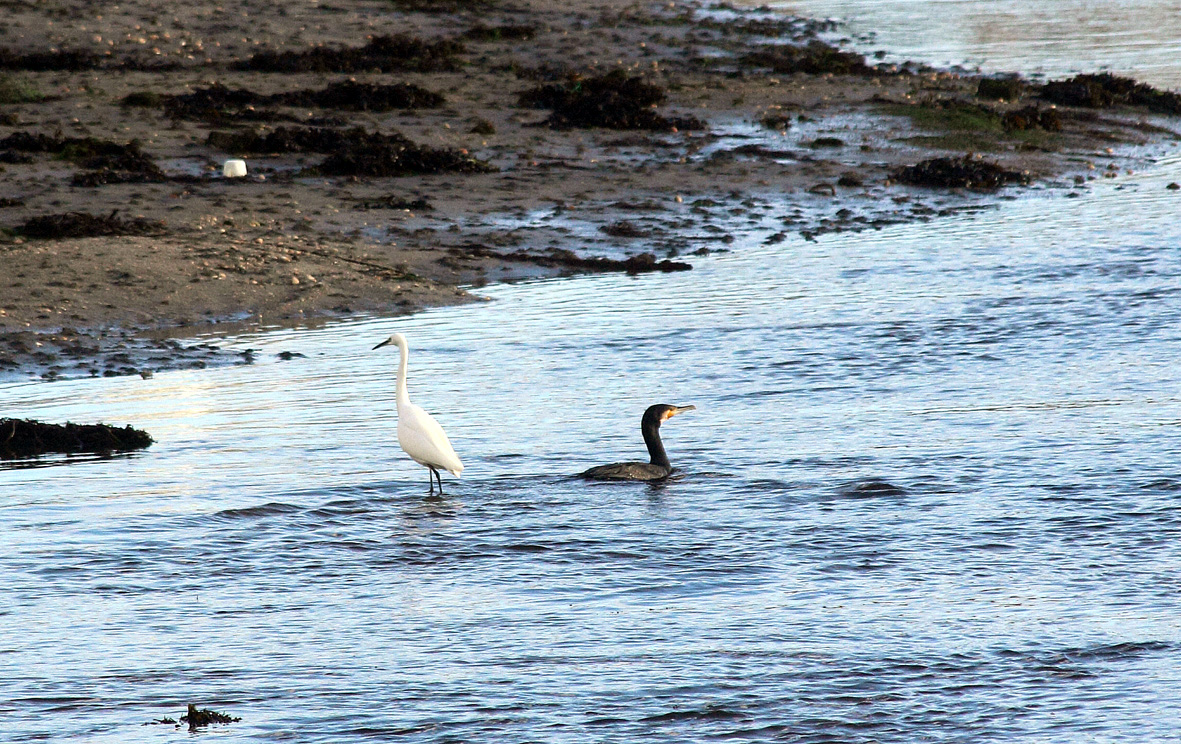
Aigrette et cormoran

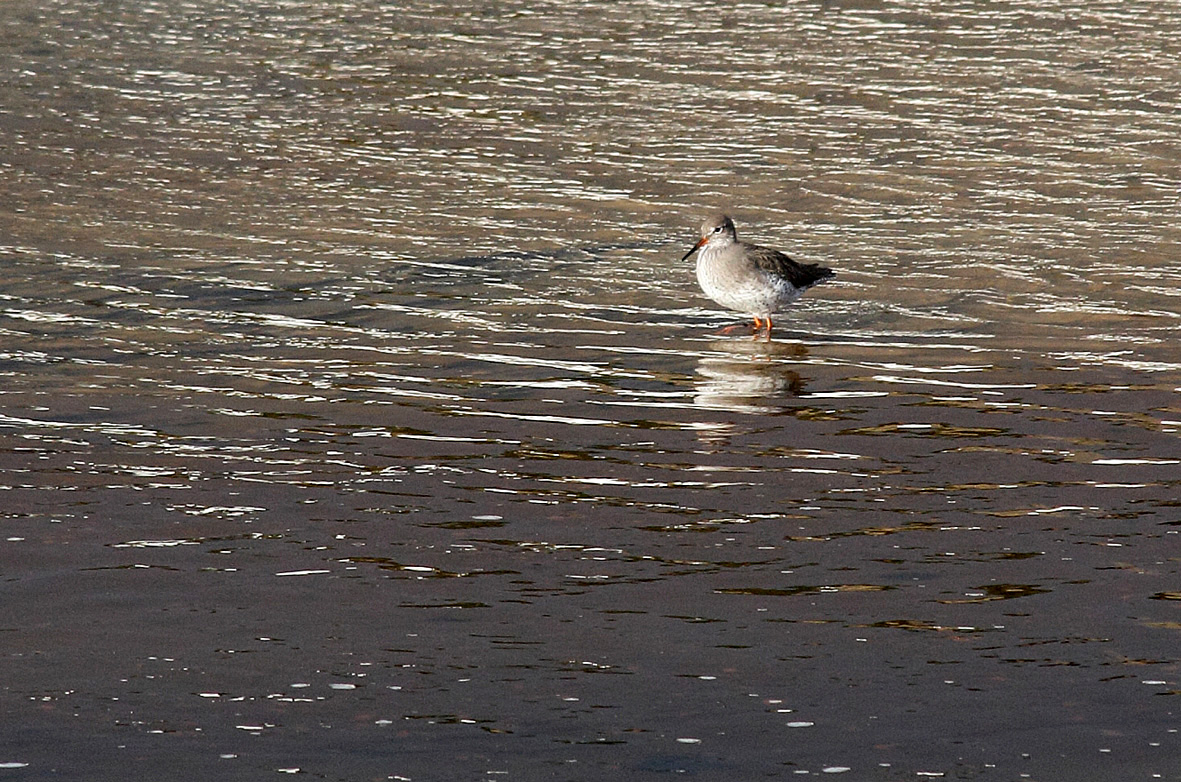
Chevalier Gambette

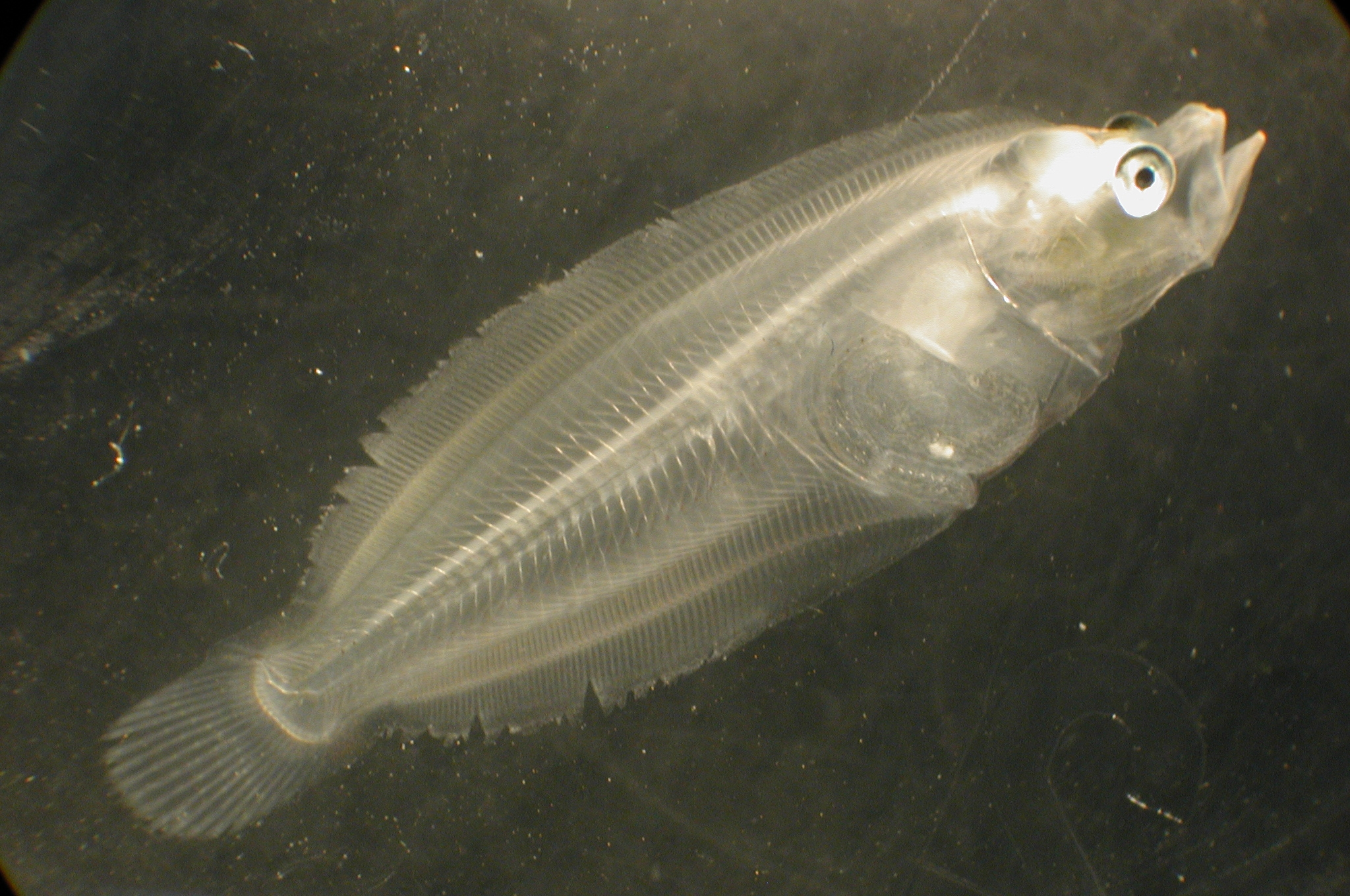
Juvénile de poisson Photo Matt Wilson/Jay Clark, NOAA NMFS AFSC

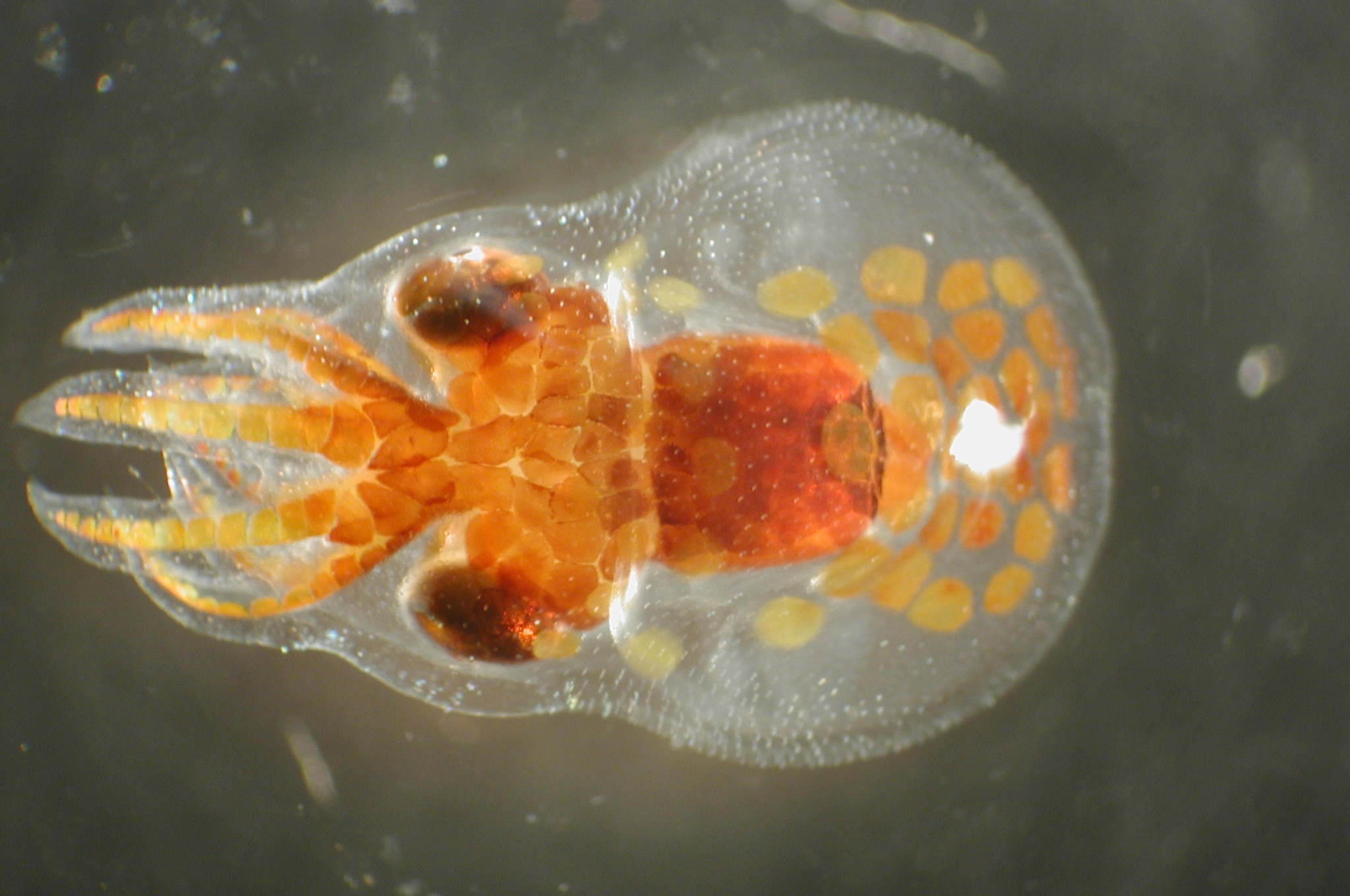
Larve de seiche Matt Wilson/Jay Clark, NOAA NMFS AFSC

### Une nourricerie, espace précieux pour le renouvellement des ressources vivantes
Selon la définition des scientifiques de l’IFREMER, une nourricerie est une « zone où se regroupent les alevins et juvéniles d'une espèce mobile durant les premiers mois ou les premières années de leurs vies, pour s'y nourrir et poursuivre leur développement. Une zone de nourricerie peut être fréquentée par plusieurs nombreuses espèces. »
« À l’interface entre terre et mer, le mélange entre eaux douces et eau salée, l’enrichissement nutritif et le réchauffement de l’eau de mer par les apports fluviaux, le brassage permanent et la faible profondeur de l’eau, créent des conditions très favorables à la production biologique. 
Leur richesse et leur productivité exceptionnelles font des zones côtières des espaces particulièrement précieux dans le fonctionnement des écosystèmes marins, et notamment dans le renouvellement des ressources vivantes. 
Elles sont indispensables à la survie de nombreuses espèces pour leur migration, leur alimentation, leur reproduction ou leur croissance. On estime que 87 % de la valeur des pêches commerciales dépend d’espèces dont le cycle de vie se fait en totalité ou en partie dans des habitats côtiers. »